# Jednomian
Jednomian – wyrażenie algebraiczne będące iloczynem liczby oraz zmiennych.
Liczbę stojącą przy zmiennej nazywa się współczynnikiem jednomianu. Jednomian przedstawiony jest w postaci uporządkowanej, jeżeli w jego zapisie pierwszym czynnikiem jest liczba, a kolejnymi zmienne występujące w porządku alfabetycznym (a jeśli są oznaczone jedną i tą samą literą z różnymi wskaźnikami, to w porządku zwiększenia wskaźnika).

## Przykłady
Jednomianami są
- {\displaystyle 5x,}
- {\displaystyle a^{2}} (można je przedstawić w postaci {\displaystyle a\cdot a}),
- 8 (stałe).

Jednomianami nie są
- {\displaystyle a+b} (dwumian),
- {\displaystyle \sin x,}
- {\displaystyle 2^{x}.}